# Squadra indonesiana di Coppa Davis
La squadra indonesiana di Coppa Davis rappresenta l'Indonesia nella Coppa Davis, ed è posta sotto l'egida della Persatuan Lawn Tennis Indonesia (PELTI).
La squadra debuttò nella competizione nel 1961, e ha fatto parte del Gruppo Mondiale in due occasioni, nel 1983 e nel 1989. Attualmente il team è incluso nel Gruppo II della zona Asia/Oceania.

## Organico 2019
Vengono di seguito illustrati i convocati per ogni singolo turno della Coppa Davis 2019. A sinistra dei nomi la nazione affrontata e il risultato finale. Fra parentesi accanto ai nomi, il ranking del giocatore nel momento della disputa degli incontri (la "d" indica che il ranking corrisponde alla specialità del doppio).
| Gruppo II - Playoff | Gruppo II - Playoff                                                                               |
| Nuova Zelanda (1-3) | David Agung Susanto (1195) Anthony Susanto (1597 d) M Rifqi Fitriadi (1769 d) Ari Fahresi (f.r.*) |
| ------------------- | ------------------------------------------------------------------------------------------------- |

* f.r. = Fuori Ranking

## Risultati
= Incontro del Gruppo Mondiale

### 2010-2019
| Anno | Turno                       | Data            | Sede               | Avversario    | Punteggio | Esito     |
| ---- | --------------------------- | --------------- | ------------------ | ------------- | --------- | --------- |
| 2010 | Gruppo II, 1º turno         | 5-7 marzo       | Kuala Lumpur (MYS) | Malaysia      | 5–0       | Vittoria  |
| 2010 | Gruppo II, 2º turno         | 9-11 luglio     | Giacarta (INA)     | Thailandia    | 1–4       | Sconfitta |
| 2011 | Gruppo II, 1º turno         | 4-6 marzo       | Teheran (IRN)      | Iran          | 3–2       | Vittoria  |
| 2011 | Gruppo II, 2º turno         | 8-10 luglio     | Nonthaburi (THA)   | Thailandia    | 1–4       | Sconfitta |
| 2012 | Gruppo II, 1º turno         | 10-12 febbraio  | Hong Kong (HKG)    | Hong Kong     | 3–2       | Vittoria  |
| 2012 | Gruppo II, 2º turno         | 6-8 aprile      | Giacarta (INA)     | Thailandia    | 3–2       | Vittoria  |
| 2012 | Gruppo II, Playoff 2º turno | 14-16 settembre | Giacarta (INA)     | Filippine     | 3–2       | Vittoria  |
| 2013 | Gruppo I, 1º turno          | 1-3 febbraio    | Tokyo (JPN)        | Giappone      | 0–5       | Sconfitta |
| 2013 | Gruppo I, Playoff 1º turno  | 5-7 aprile      | Bangalore (IND)    | India         | 0–5       | Sconfitta |
| 2013 | Gruppo I, Playoff 2º turno  | 13-15 settembre | Kaohsiung (TPE)    | Taipei cinese | 0–5       | Sconfitta |
| 2014 | Gruppo II, 1º turno         | 31 gen.-2 feb.  | Mishref (KUW)      | Kuwait        | 2–3       | Sconfitta |
| 2014 | Gruppo II, Playoff 1º turno | 4-6 aprile      | Giacarta (INA)     | Hong Kong     | 3–1       | Vittoria  |
| 2015 | Gruppo II, 1º turno         | 6-8 marzo       | Palembang (INA)    | Iran          | 5–0       | Vittoria  |
| 2015 | Gruppo II, 2º turno         | 17-19 luglio    | Giacarta (INA)     | Pakistan      | 1–3       | Sconfitta |
| 2016 | Gruppo II, 1º turno         | 4-6 marzo       | Surakarta (INA)    | Vietnam       | 2–3       | Sconfitta |
| 2016 | Gruppo II, Playoff 1º turno | 15-17 luglio    | Surakarta (INA)    | Sri Lanka     | 5–0       | Vittoria  |
| 2017 | Gruppo II, 1º turno         | 3-5 febbraio    | Manila (PHL)       | Indonesia     | 1–4       | Sconfitta |
| 2017 | Gruppo II, Playoff 1º turno | 7-9 aprile      | Surakarta (INA)    | Kuwait        | 4–1       | Vittoria  |
| 2018 | Gruppo II, 1º turno         | 3-4 febbraio    | Giacarta (INA)     | Indonesia     | 1–4       | Sconfitta |
| 2018 | Gruppo II, Playoff 1º turno | 7-8 aprile      | Colombo (SRI)      | Sri Lanka     | 3–1       | Vittoria  |
| 2019 | Gruppo II, Playoff          | 14-15 settembre | Giacarta (INA)     | Nuova Zelanda | 1–3       | Sconfitta |

## Andamento
La seguente tabella riflette l'andamento della squadra dal 1990 ad oggi.
| Pos.           | 90 | 91 | 92 | 93 | 94 | 95 | 96 | 97 | 98 | 99 | 00 | 01 | 02 | 03 | 04 | 05 | 06 | 07 | 08 | 09 | 10 | 11 | 12 | 13 | 14 | 15 | 16 | 17 | 18 | 19 |
| -------------- | -- | -- | -- | -- | -- | -- | -- | -- | -- | -- | -- | -- | -- | -- | -- | -- | -- | -- | -- | -- | -- | -- | -- | -- | -- | -- | -- | -- | -- | -- |
| Campione       |    |    |    |    |    |    |    |    |    |    |    |    |    |    |    |    |    |    |    |    |    |    |    |    |    |    |    |    |    |    |
| Finalista      |    |    |    |    |    |    |    |    |    |    |    |    |    |    |    |    |    |    |    |    |    |    |    |    |    |    |    |    |    |    |
| SF             |    |    |    |    |    |    |    |    |    |    |    |    |    |    |    |    |    |    |    |    |    |    |    |    |    |    |    |    |    |    |
| QF             |    |    |    |    |    |    |    |    |    |    |    |    |    |    |    |    |    |    |    |    |    |    |    |    |    |    |    |    |    |    |
| OF             |    |    |    |    |    |    |    |    |    |    |    |    |    |    |    |    |    |    |    |    |    |    |    |    |    |    |    |    |    |    |
| Qualificazioni | x  | x  | x  | x  | x  | x  | x  | x  | x  | x  | x  | x  | x  | x  | x  | x  | x  | x  | x  | x  | x  | x  | x  | x  | x  | x  | x  | x  | x  |    |
| Gruppo I       |    |    |    |    |    |    |    |    |    |    |    |    |    |    |    |    |    |    |    |    |    |    |    |    |    |    |    |    |    |    |
| Gruppo II      |    |    |    |    |    |    |    |    |    |    |    |    |    |    |    |    |    |    |    |    |    |    |    |    |    |    |    |    |    |    |
| Gruppo III     | x  | x  |    |    |    |    |    |    |    |    |    |    |    |    |    |    |    |    |    |    |    |    |    |    |    |    |    |    |    |    |
| Gruppo IV      | x  | x  | x  | x  | x  | x  | x  |    |    |    |    |    |    |    |    |    |    |    |    |    |    |    |    |    |    |    |    |    |    |    |

Legenda
- Campione: La squadra ha conquistato la Coppa Davis.
- Finalista: La squadra ha disputato e perso la finale.
- SF: La squadra è stata sconfitta in semifinale.
- QF: La squadra è stata sconfitta nei quarti di finale.
- OF: La squadra è stata sconfitta negli ottavi di finale (1º turno). Dal 2019 sostituito dal Round Robin.
- Qualificazioni: La squadra è stata sconfitta al turno di qualificazione. Istituito nel 2019.
- Gruppo I: La squadra ha partecipato al Gruppo I della propria zona di appartenenza.
- Gruppo II: La squadra ha partecipato al Gruppo II della propria zona di appartenenza.
- Gruppo III: La squadra ha partecipato al Gruppo III della propria zona di appartenenza.
- Gruppo IV: La squadra ha partecipato al Gruppo IV della propria zona di appartenenza.
- x: Ove presente, la x indica che in quel determinato anno, il Gruppo in questione non è esistito.